# Aloha From Hell
Aloha From Hell fue un grupo de rock alternativo formado por cinco jóvenes músicos nacidos en el área de Aschaffenburg, en Alemania. estaba formado por Vivien Bauernschmidt (voz), Andreas Gerhard (guitarra), Moritz Keith (guitarra), Max Forman (bajo) y Félix Keith (batería).
La banda se creó en 2006, aunque sus integrantes se conocían desde hacía tiempo. En 2007, Aloha From Hell ganó el concurso más importante de Alemania para nuevas bandas, el BRAVO Bandnewcomer Contest, que otorgó al grupo un contrato con Sony BMG.
Su primer álbum, No more days to waste, salió a la venta el 16 de enero de 2009.

## Trayectoria
El primer sencillo de la banda, Don't gimme that, salió a la venta el 30 de mayo de 2008. El videoclip para este sencillo fue rodado en Berlín. Entró en el número 30 de las listas de singles en su país natal, Alemania. Fue la única banda novel en entrar en las listas ese mes. Apenas unas semanas antes (el 3 de mayo), la banda había actuado en uno de los shows más importantes de Alemania: los premios BRAVO Supershow.
Meses más tarde, tras el éxito cosechado por Don't gimme that, salió a la venta el segundo sencillo, Walkaway, el 14 de noviembre. Para rodar este videoclip la banda se trasladó hasta Los Ángeles.
El debut de la banda vio la luz el 16 de enero de 2009. Algunos títulos que han podido escucharse en el MySpace oficial del grupo son, aparte de los sencillos antes citados, Fear of tomorrow, Don't hurt yourself o Catch me if you can. Su disco No more days to waste ya está en el mercado.
La popularidad de Aloha From Hell ha saltado las fronteras alemanas gracias a Internet, y ya tienen club de fanes en Francia, España, EUA, Rusia, y otros países europeos. Aun sin tener álbum editado, se incluyó en su pequeña gira un concierto en la sala La Locomotive de París el 30 de noviembre.
Su rotundo éxito les ha llevado a viajar hasta Japón, donde dieron su primer concierto en la ciudad de Tokio.
Allí grabaron su tercer videoclip Can you hear me boys en mayo de 2009.
Más tarde volverían a la ciudad japonesa, concretamente en junio, para estrenar el videoclip rodado en la ciudad, con la ayuda de las fanes japonesas.
Es tal su popularidad en el país del sol naciente, que actuaran en el festival Summer Sonic de Tokio, junto a artistas como Linkin Park, Placebo, Beyoncé, Ne-Yo, Katy Perry, Mando Diao y Lady Gaga.
El 15 de julio de 2010, la banda anuncia su separación.

## Influencias
El estilo del grupo a menudo es comparado con el de Avril Lavigne, principalmente por la estética de Vivien, la cantante. Entre los grupos favoritos de los integrantes de Aloha From Hell están Die Happy, Nickelback, Panic! At the Disco y Paramore

## Componentes

### Vivien Bauernschmidt
Vivi es la cantante del grupo. Nació el 10 de noviembre de 1992 en Aschaffenburg, Alemania. En el videoclip de Walkaway aparece tocando el piano. After the end of Aloha from Hell has she working on her first álbum.

### Andreas Gerhard
Andy es uno de los dos guitarristas de Aloha From Hell. Nació el 28 de abril de 1987, en Aschaffenburg, Alemania. Es el miembro de mayor edad.

### Moritz Keith
Moo es el otro guitarrista de la banda. Nació el 18 de julio de 1990en Aschaffenburg, Alemania.

### Max Forman
Max es el bajista del grupo. Nació el 17 de junio de 1991, en Aschaffenburg, Alemania

### Félix Keith
Félix es el batería de Aloha From Hell. Nació el 26 de mayo de 1993 en Aschaffenburg, Alemania. Es el baterista del grupo y hermano de Moritz

## Discografía

### Álbumes
- No more days to waste - 2009

### Singles
- Don't Gimme That - 2008
- Walk Away - 2008
- No more days to waste - 2009
- Can You Hear Me Boys - 2009

- Edición Fan Digipack + Póster -
1. No More Days To Waste
2. Can You Hear Me Boys
3. Don't Gimme That
4. Fear Of Tomorrow
5. Walk Away
6. Don't Hurt Yourself
7. Wake Me Up
8. Hello, Hello
9. How Come You Are The One
10. Girls Just Wanna Have Fun
11. You

### Leaks 2009-2010
- Catch Me If You Can
- I'll Smash Your Mind
- So What's Going On
- My Love You Are

### Videos oficiales
- Don't gimme that 30.05.08 (03:05) - Videoclip Subtitulado
- Walkaway 14.11.08 (03:40) - Videoclip Subtitulado
- No more days to waste 03.04.09 (03:32) - Videoclip Subtitulado
- Can you hear me boys 03.07.09 (03:06) - Videoclip Subtitulado

## Premios
- Premios recibidos en 2007:
  - 08.07 - BRAVO Bandnewcomer Contest
- Premios recibidos en 2008:
- Premios recibidos en 2009
  - 29.05- VIVA COMET Bester Durchstarter